# ウィーン分離派

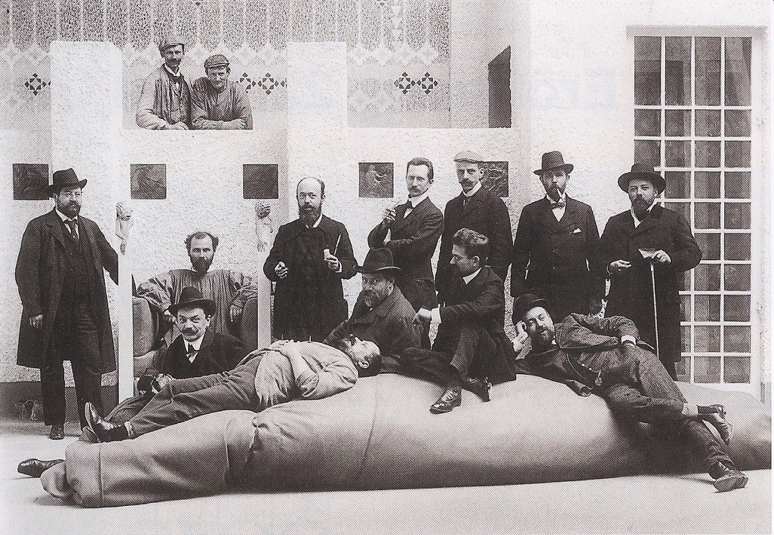
1902年の展覧会での集合写真
----
左から右に、アントン・ノヴァク、グスタフ・クリムト（椅子）、コロマン・モーザー（クリムトの前、帽子着用）、アドルフ・ベーム、マクシミリアン・レンツ（横臥の姿勢）、エルンスト・シュトール（帽子）、ヴィルヘルム・リスト、エミール・オルリック（座った姿勢）、マクシミリアン・クルツヴァイル（つば無し帽着用）、レオポルド・シュトルバ、カール・モル（横たわった姿勢）、ルドルフ・バッヒャー。

ウィーン分離派（ウィーンぶんりは、 独: Wiener Secession, Sezession） とは、1897年4月3日にウィーンで画家グスタフ・クリムトを中心に結成された新進芸術家のグループをいう。正式名称は、オーストリア造形芸術家協会（Vereinigung bildender Künstler Österreichs）。
なお、「分離派（セセッション）」とは、19世紀の歴史絵画や伝統芸術からの分離をめざしたドイツ語圏の芸術家の動きである。
ウィーン分離派は、独自の展示施設を持ち、独自に展覧会を開催した。クリムトらは分離派での活動を通して　新しい造形表現を追求した。ウィーンの分離派はミュンヘン分離派（1892年）の結成から大きな影響を受けているが、総合芸術を志向していた点に特徴がある。

## 概要
世紀末のウィーンで展示会場を持っていたのはアカデミックな芸術家団体クンストラーハウス（Künstlerhaus）という芸術家団体であった。ウィーンの美術界は印象派の影響もほとんど見られず保守的であったが、そのなかにはヨゼフ・マリア・オルブリッヒ、ヨーゼフ・ホフマン、コロマン・モーザーらの七人クラブ（Siebenerklub、主にオットー・ワーグナーの弟子）のような革新的な若手芸術家グループが生まれていた。
1897年、クンストラーハウスの保守性に不満を持つ若手芸術家らはグスタフ・クリムトを中心に造形美術協会を結成した。クンストラーハウスがこれを認めなかったため、クリムトらはクンストラーハウスを脱退した。こうして生まれたウィーン分離派には絵画、彫刻、工芸、建築などの芸術家が参加した。会長にはクリムトが就任した。ウィーンの代表的な画家として名声を得ていたクリムトは1894年にウィーン大学大講堂の天井画を受注したが、その大胆で象徴主義的な作品は無理解や厳しい非難、攻撃にさらされていた。
翌1898年、第1回のウィーン分離派展が開催され、その開会式には皇帝フランツ・ヨーゼフ1世が直々に訪問した。この年、分離派の機関誌として発刊された月刊「ヴェル・サクルム」（ラテン語で「聖なる春」の意）の創刊号には以下のような理念が記された。

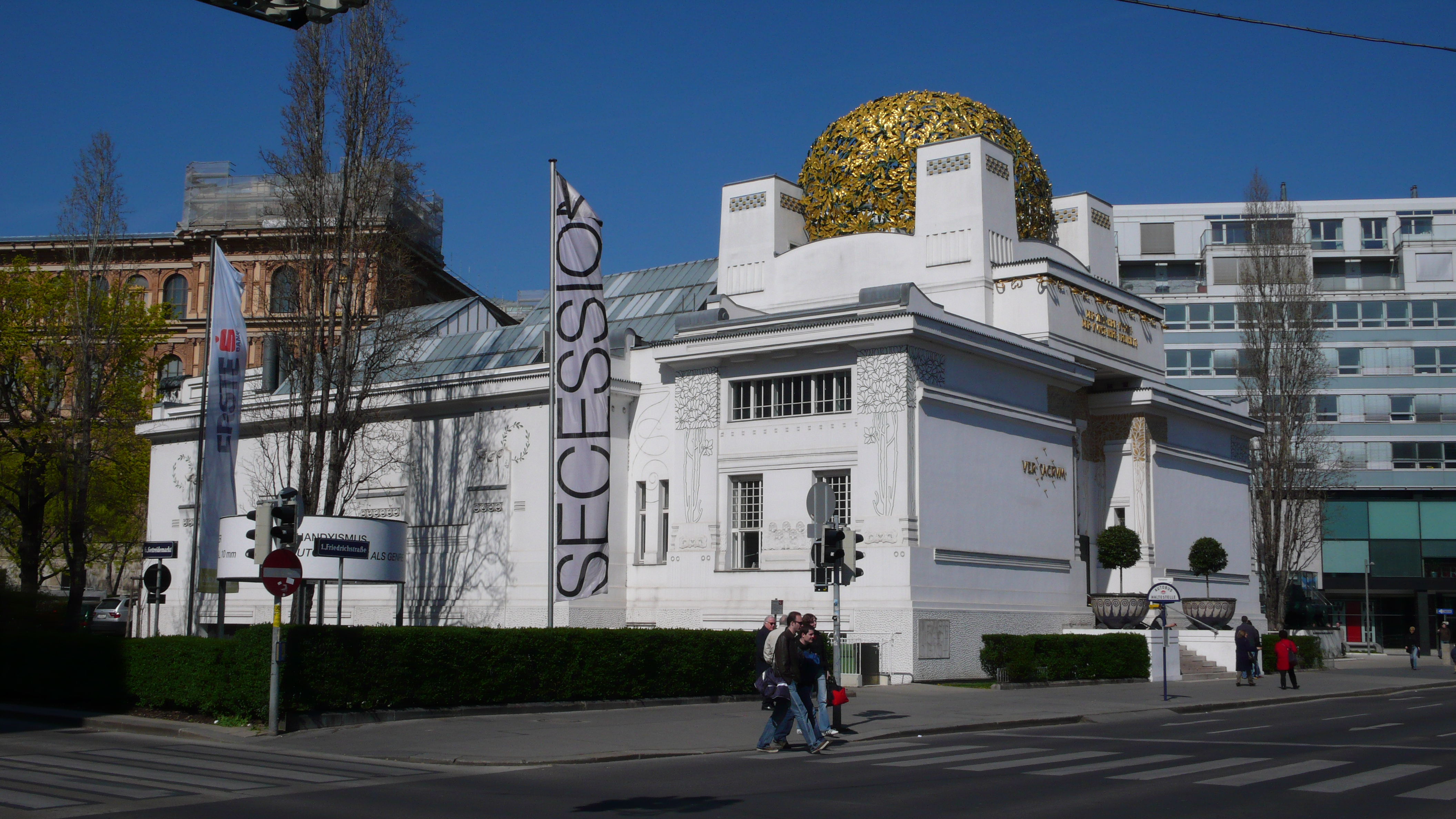
セセッション館

1898年、「ヴェル・サクルム」創刊号には、作家ヘルマン・バールらも寄稿した。同年、第1回分離派展を開催。さらにウィーン市の土地を借り、実業家カール・ウィトゲンシュタイン（哲学者ウィトゲンシュタインの父）らの支援を受けて、専用の展示施設、セセッション館（分離派会館）を建設した。会員の建築家オルブリッヒの設計によるもので、入口上部には"DER ZEIT IHRE KUNST,DER KUNST IHRE FREIHEIT"（時代には芸術を、芸術には自由を）のモットーが掲げられた
ウィーン分離派は、1898年からクリムト脱退の1905年までの期間に23回の展覧会を開催した。総合芸術を志向した分離派は、工芸品の展示も行い（クンストラーハウスは絵画・彫刻のみで、工芸等の展示は行わなかった）、会場のデザインをホフマンが手掛けた。
1903年、ホフマンとモーザーは、実業家フリッツ・ヴェルンドルファーの支援を受け、ウィーン工房の活動を始めたが、こうした総合芸術志向に対して、画家ヨーゼフ・エンゲルハルトら純粋芸術を志向する会員たちは不満を抱いていた。1905年、画家カール・モルがミートケ画廊の顧問となり、展覧会を企画したことを直接のきっかけとして、商業主義をめぐる論争が起こった。投票が行われた結果、モルをはじめ、クリムト、オットー・ワーグナー、ホフマン、オルブリッヒら24名は脱退した。クリムトらは後にオーストリア芸術家連盟を結成した。
エンゲルハルトら残ったメンバーは胴体分離派と皮肉られた。その後も分離派の活動は続くが、美術史上に残るのは主として 1897年-1905年 の活動である。

## 主な展覧会
- 第1回（1898年）：造園協会で開催。会員のほか、ロダン、シャヴァンヌ、シュトゥックら国外の作品も出展。フランツ・ヨーゼフ皇帝が会場を訪れた。
- 第2回（1898年）：セセッション館で開催。
- 第6回（1900年）：アドルフ・フィッシャーが収集した浮世絵・工芸品などの日本美術を出展。
- 第7回（1900年）：クリムトの「哲学」（ウィーン大学天井画のために制作）を出展。
- 第8回（1900年）：工芸を中心にした展覧会で、スコットランドの建築家マッキントッシュらを招待。
- 第10回（1901年）：クリムトの「医学」（ウィーン大学天井画）を出展。
- 第14回（1902年）：マックス・クリンガーのベートーヴェン像（彫刻）の完成を祝して開催。クリムトは壁画「ベートーヴェン・フリーズ」を制作。
- 第18回（1903年）：クリムトの回顧展示。

## 関連する人物

### 初期分離派
- グスタフ・クリムト
- オットー・ワーグナー
- ヨーゼフ・ホフマン（ウィーン工房）
- コロマン・モーザー（ウィーン工房）
- ヨゼフ・マリア・オルブリッヒ

### 周辺
- アドルフ・ロース：「ヴェール・サクルム」に寄稿。
- エゴン・シーレ：分離派展への出展はクリムト脱退後の1913年、1918年。
- オスカー・ココシュカ
- フェルナン・クノップフ